# 二连组
二连组，又名二连达布苏组（Iren Dabasu Formation）、青元岗组，是位于中国内蒙古二连浩特一带及黑龙江的上白垩世地层，1922年由Walter Granger、Charles P. Berkey命名。该地层以浅灰、浅灰绿色泥质砂岩、砂岩、砾砂岩、泥岩为主，间夹泥灰岩等。